# ドーレくん
ドーレくんは、Jリーグ・北海道コンサドーレ札幌のマスコットキャラクター。ポジションはゴールキーパー。

## 概要
北海道に生息するシマフクロウがモチーフのマスコット。チーム名（Hokkaido Consadole Sapporo）のイニシャル「CS」が白い文字で入った赤いシャツと黒いパンツを着用しているが、2006年シーズンからは時折レプリカユニフォームを着用して登場している。
2016年8月より同シーズン末にかけて、シャツにワタベウェディングのロゴが入った。

## 誕生
『コンサドーレ札幌』創設2年目に誕生し、一般公募によりキャラクター名『ドーレくん』（Dole）が選出。1997年5月4日、JFL時代の第3節 対NTT関東（現：大宮アルディージャ）戦（室蘭市入江運動公園陸上競技場）でデビューした。

## プロフィール
誕生日
- 1997年5月4日

特技
- ダンス（コンサドールズと踊る）、側転。
- 2006年シーズンから持ちネタが増え、電動キックスケーターに乗ってのピッチ一周や、巨大ボールを使用しての一人PK戦（自分でボールを蹴って、走ってボールを追い越し正面からボールキャッチ）をハーフタイム時に披露。

好きな物
- ジンギスカン。温泉。

苦手
- 水の中で泳ぐこと(水泳)。おばけ(幽霊)。

移動手段
- イベント・試合会場への移動の際には、自身が空を飛び会場へ移動する（雨、雪、強風など悪天候の際は、大変とのこと。）。

「トリ」へのこだわり
- 『「鳥」はみんなお友達!!』。

給与 (年俸)
- コンサドーレ札幌のスタッフにジンギスカンを食べさせて貰うこと。電動バイク・電動キックスケーターなどのアイテムを買って貰うこと。

## メディア出演
- 『地域新聞ふりっぱー』 - №39号2010年4月号、総合商研（株）（札幌市内のフリーペーパー）、特別企画「トリシラベ」